# Elektronika (glasba)
Elektronika (napisano tudi kot electronica) je krovni pojem, ki opisuje širšo skupino na elektronski glasbi osnovanih žanrov, kot so techno, house, ambient, drum and bass, jungle in industrial dance. Pojem se uporablja predvsem za opis elektronske glasbe, ki je namenjena poslušanju in ne zgolj plesu.